# گروه اس‌پی
گروه اس‌پی (انگلیسی: SP Group) شرکت دولتی انرژی سنگاپوری است، که در سال ۱۹۹۵ تأسیس شد.